# Кайдуби
Кайдуби — заповідне урочище, розташоване на території Тростянецької селищної ради Гайсинського району Вінницької області. Оголошене відповідно до рішення 9-ї сесії Вінницької обласної ради 22 скликання від 28.03.1997 р.
За фізико-географічним районуванням України ця територія належить до Вінницько-Дашівського району області Подільського Побужжя Дністровсько-Дніпровської лісостепової провінції Лісостепової зони. Характерною для цієї ділянки є хвиляста, з яругами й балками, лесова височина з сірими і темно-сірими опідзоленими ґрунтами. З геоморфологічної точки зору описувана територія являє собою підвищену сильнорозчленовану лесову акумулятивну рівнину позальодовикової області.
Клімат території є помірно континентальним. Для нього характерне тривале, нежарке літо, і порівняно недовга, м'яка зима. Середня температура січня становить -6,5°… -6°С. липня +19°…+19,5°С. Річна кількість опадів становить 500—525 мм.
За геоботанічним районуванням України ця територія належить до Європейської широколистяної області, Подільсько-Бессарабської провінції Вінницького (Центральноподільського) округу.
Територія заповідного урочища лежить на схилі південно-східної експозиції, що визначає диференціацію рослинних угрупувань. Загалом урочище являє собою степову балку, на схилах якої зростають світлолюбиві види рослин, як горицвіт весняний, котячі лапки, фіалка запашна та інші, які характерні для цієї зони.